# Адамс (окръг, Небраска)
Вижте пояснителната страница за други значения на Адамс.
Окръг Адамс (на английски: Adams County) е окръг в щата Небраска, Съединени американски щати. Площта му е 1461 km². Според преброяването на САЩ през 2010 г., населението е 31 364 души. Административен център е град Хейстингс. Окръгът е създаден през 1867 г. и организиран през 1871 г. Кръстен е на Джон Адамс, вторият президент на Съединените щати.

## География
Според Бюрото за преброяване на населението на САЩ, окръгът има площ от 564 квадратни мили (1460 km 2), от които 563 квадратни мили (1 460 km 2) са земя и 1,0 квадратни мили (2,6 km 2) (0,2%) са вода.

## Съседни окръзи
- Окръг Хамилтън - североизток
- Окръг Клей – изток
- Окръг Уебстър – юг
- Окръг Кърни – запад
- Окръг Бъфало – северозапад
- Окръг Хол – север

## Градове
- Еър, окръг Адамс, Небраска - население 413 души
- Блейн, окръг Адамс, Небраска - население 497 души
- Котънууд, окръг Адамс, Небраска - население 317 души
- Денвър, окръг Адамс, Небраска - население 958 души
- Хановер, окръг Адамс, Небраска - население 199 души
- Хайленд, окръг Адамс, Небраска - население 326 души
- Джуниата, окръг Адамс, Небраска - население 999 души
- Кенесо, окръг Адамс, Небраска - население 1003 души
- Литъл Блу, окръг Адамс, Небраска - население 193 души
- Логан, окръг Адамс, Небраска - население 66 души
- Роузланд, окръг Адамс, Небраска - население 424 души
- Силвър Лейк, окръг Адамс, Небраска - население 96 души
- Верона, окръг Адамс, Небраска - население 241 души
- Уанда, окръг Адамс, Небраска - население 152 души
- Уест Блу, окръг Адамс, Небраска - население 321 души
- Зеро, окръг Адамс, Небраска - население 252 души